# Caratteri (Teofrasto)
I Caratteri (in greco antico: Χαρακτῆρες, Charactēres) sono un'opera di Teofrasto, la cui data di composizione ci è ignota, seppur essa sia ascrivibile con ogni probabilità alla fine del IV secolo a.C. Rappresentano il primo esempio di χαρακτηρισμός (charactērismòs).

## Edizioni
- Caratteri, traduzione di Giorgio Pasquali, Firenze, G. C. Sansoni, 1919.